# Al-Zuhour-palatset

Al-Zuhour-palatset.

Al-Zuhour-palatset var ett palats i Bagdad i Irak.
Det uppfördes som den irakiska kungafamiljens privatresidens. När Faisal I utsågs till kung av Irak fanns det inget kungligt palats i Bagdad. Gertrude Bell framställde därför en lista över stadens mest praktfulla privatvillor, och Qasr Shashoua-palatset, som hade uppförts av den rika judiska tehandlaren Sha'ul Shashoua, valdes och hyrdes av kungen som bostad 1921.
En permanent bostad för kungafamiljen fick sedan uppföras. Kungen flyttade till Al-Zuhour-palatset när Shashua-palatset översvämmats 1927. Faisal II föddes 1935 i palatset, och det förblev hans bostad tills det att Al-Rehab-palatset uppfördes 1937. 
Palatset förstördes under den amerikanska bombningen av Bagdad 2003. 